# Geri Müller
Pour les articles homonymes, voir Müller.
Geri Müller, né le 27 octobre 1960 à Brugg, est une personnalité politique suisse, membre des Verts.

## Biographie
Au niveau communal, à Baden, Geri Müller fait partie du Team Baden, une section locale des Verts. Il siège de 1991 à 1993 au parlement de la ville. En 1995, il est élu au Grand Conseil du canton d'Argovie. Il y reste jusqu'en 2003, et y est chef de groupe de 1999 à 2003.
En 2003, il est élu au Conseil national. Il y fait partie des commissions des affaires étrangères et de la gestion. La même année, il accède à la présidence de la section Argovie-Soleure de l'Association suisse des infirmières et infirmiers (ASI). Il est réélu en 2007 comme coprésident.
En 2006, il est élu à l'exécutif de la ville de Baden, responsable de la culture.
En 2014, il est victime de chantage et revenge porn de la part de sa partenaire d'alors. Les images ont été prises dans son bureau. Cela nuit considérablement à sa carrière politique. Il n'est pas réélu en 2017,.

### Sources
- (de) Cet article est partiellement ou en totalité issu de l’article de Wikipédia en allemand intitulé « Geri Müller » (voir la liste des auteurs).
- Biographie officielle sur le site du Parlement fédéral